# Baranka vár
Szuhabaranka (Bronyka) községtől 1,5 km-re északkeletre, a Bárányka-patak által K-D-Ny felől körülfolyt meredek hegyen állt hajdan Baranka vára.
Valószínűleg királyi várként 1265 előtt épült. Első ízben a IV. Béla király és fia, V. István ifjabb király közötti 1264–1265-ös belháború során említik a források. IV. Béla híveitől Csák nembeli Péter véres harc után ostrommal visszafoglalta István számára. IV. Kun László uralkodása idején lázadók húzódtak meg a vár falai között.
1296-ban III. Endre király a Kállay család őseire, a Balog-Semjén nemzetséghez tartozó Ubul fia Mihályra, valamint az ő két fiára, Istvánra és Pálra bízta a várat, hogy azt kellőképpen megvédelmezzék. A vár a 14. század elején, ismeretlen körülmények között pusztult el.
1336-ban egy határjárási jegyzőkönyv már csak romnak tünteti fel a várat.
A várról fennmaradt egy legenda is:
A legenda szerint a várat egy pogány herceg építette, aki különös kegyetlenséggel sanyargatta a környék népét. A nép azonban megunta és a herceg ellen fordult. Éjszaka értek a várhoz. A várúr megijedt és menekülésre fogta a dolgot. Táltos paripájára pattant és át akart vágtatni a hegyeken. Lova lába azonban megcsúszott, és a mélybe zuhant. A feldühödött nép pedig lerombolta a várat.